# 경보병

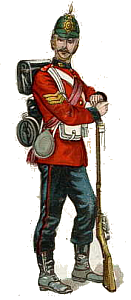

경보병(輕步兵, light infantry)은 그 시대에 주력이 되는 부대와 비교해 소형 장비로 전투에 종사하는 보병 병과이다.

## 전통적 의미의 경보병
일반 보병, 중보병에 비해 가벼운 무기(투창, 단검)와 작은 방패 등으로 무장한 보병 부대로, 신속한 기동력을 특징으로 한다.

## 현대의 경보병
일반 보병부대에 비해 경량화된 무기, 장비를 갖춘 부대를 의미한다. 각국 군대의 편제에 따라서는 가벼운 무장으로 넓은 지역을 정찰, 수색하는 등의 특수전 수행 부대를 뜻하기도 한다. 조선인민군의 경보병(준특수부대)이 대표적이다.

## 같이 보기
- 중기병
- 경기병
- 전열보병
- 소총수
- 산병